# Tomas Walsh
Tomas Walsh (* 1. března 1992 Timaru) je novozélandský atlet, koulař, mistr světa z roku 2017 a dvojnásobný olympijský bronzový medailista.

## Sportovní kariéra
Jeho prvním mezinárodním úspěchem byla bronzová medaile ze soutěže koulařů na halovém mistrovství světa v Sopotech v roce 2014. V následující sezóně se umístil na čtvrtém místě na světovém šampionátu v Pekingu, když si vytvořil osobní rekord 21,58 m. V březnu 2016 se v Portlandu stal halovým mistrem světa ve vrhu koulí ve svém halovém maximu 21,78 m. Ve stejné sezóně vybojoval bronzovou medaili v této disciplíně na olympiádě v Rio de Janeiro. Zatím největším úspěchem se stal titul mistra světa ve vrhu koulí z roku 2017. V březnu 2018 se stal s výkonem 22,31 m vítězem Halového mistrovství světa v Birminghamu. Tímto výkonem vytvořil rekord Oceánie.